# Фасанвай (станция метро)
Фасанвай (дат. Fasanvej) — подземная станция Копенгагенского метрополитена, расположенная на участке Фредериксберг — Ванлёсе в коммуне Фредериксберг. До 21 сентября 2006 года носила название Сольбьерг (дат. Solbjerg).

## История
Первоначально станция Сольберг принадлежала S-tog, системе пригородно-городских поездов агломерации Копенгагена (включая Хиллерёд, Клампенборг, Фредерикссунн, Фарум, Хойе-Таструп и Кёге). Она была введена в эксплуатацию 13 декабря 1986 года, и находилась в составе системы S-tog до 1 января 2000 года, хотя и не функционировала с 20 июня 1998 года, момента закрытия станции S-tog Фредериксберг. В дальнейшем этот учасок был переоборудован в линию в метро.

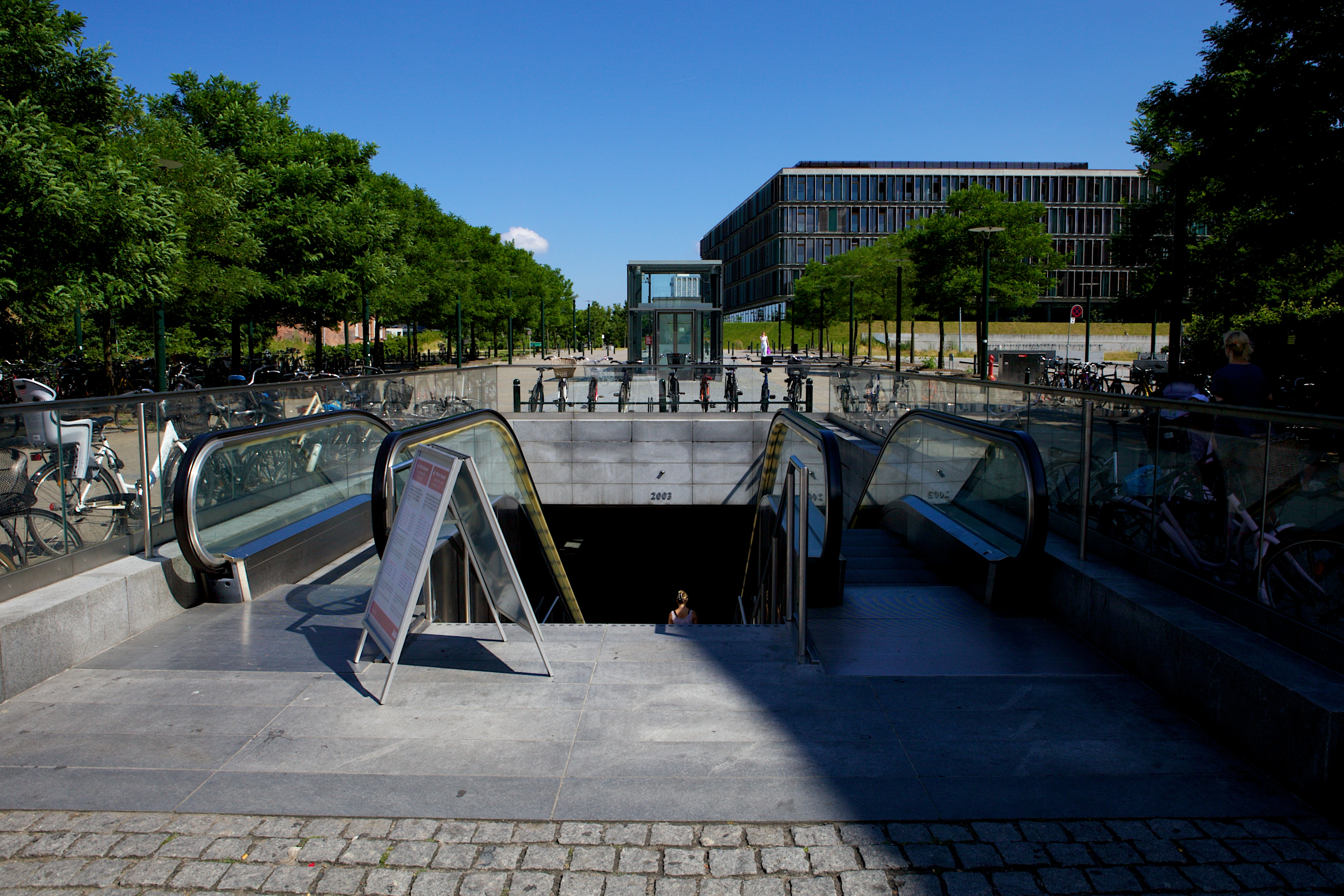
Вход на станцию метро Фасанвай, 2010 год.

Станция метро Сольбьерг была открыта 12 октября 2003 года, став промежуточной между станциями Форум и Линдеванг. Станция принадлежит сразу двум линиям метро: M1, которая соединяет станции Ванлёсе и Вестамагер, и M2, которая соединяет Ванлёсе и Луфтхаун. Станция является подземной, до неё все станции на участке от Ванлёсе до Линдеванга — надземные. 21 сентября 2006 года станция была переименована в станцию метро Фасанвай. На станции установлены платформенные раздвижные двери.